# Алея Слави (Запоріжжя)
Алея Слави — один із найзатишніших куточків міста Запоріжжя. Щороку тут проводяться урочисті заходи до Дня Перемоги над нацизмом у Другій світовій війні, Дня скорботи і вшанування пам'яті жертв війни (22 червня 1941), Дня визволення міста Запоріжжя (14 жовтня 1943).

## Опис меморіалу
Різні Алеї Слави утворені майже в усіх містах і навіть селах, але ось пішла ця традиція закладати алеї, саме із Запоріжжя — це найперша Алея Слави у колишньому Радянському Союзі.
У 1965 році, в СРСР, вперше урочисто було відзначено 20-річчя Перемоги у Другій світовій війні. Запоріжжя, як найбільший промисловий центр, вже оговталося від війни і будувало мирне життя. Керівництво міста вирішило відзначити цей захід неординарно для свого часу. У слов'янській традиції було прийнято на щастя і долю висаджувати біля будинків дубки, щоб сильним і потужним був рід, і славною ставала земля. Тому, було вирішено в самому центрі міста, на місці балки створити зелений парк, влаштувати зелену зону та запросити Героїв війни, що звільняли або захищали запорізький край, для того, щоб саме вони посадили в новому парку своє персональне дерево. 

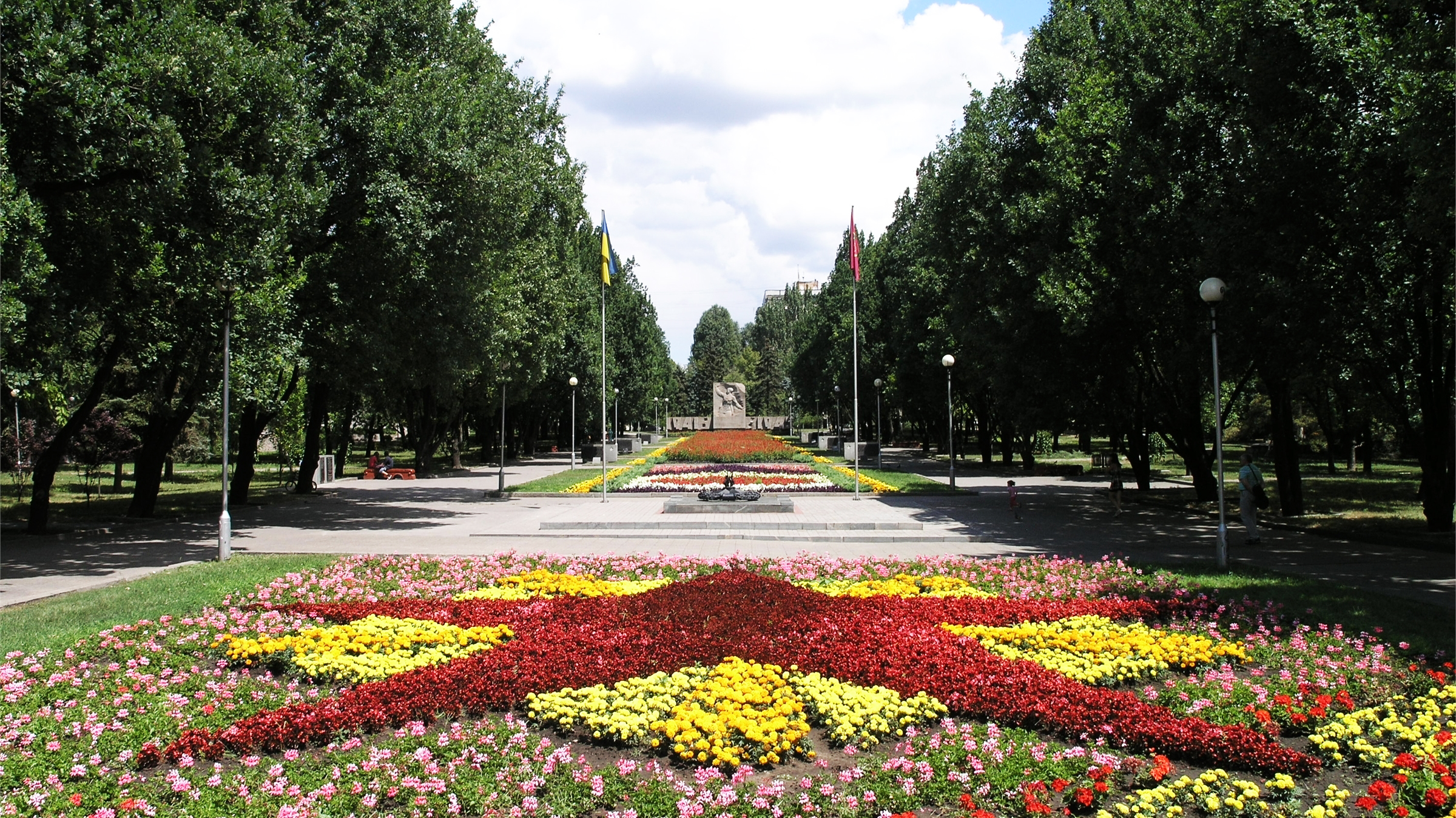
Монумент «Комбат» на Алеї Слави у Запоріжжі

9 травня 1965 року, з нагоди 20-ї річниці Дня Перемоги відбулося урочисте відкриття Алеї Слави. Саме в цей день 38 Героїв війни, які захищали і звільняли Запорізьку область, урочисто висадили свої персональні дерева і створили Алею Слави — самий мирний пам'ятник. Пам'ятник унікальний тим, що він є самим мирним пам'ятником з усіх, які присвячені героям війни. Відрізняє його ще те, що він вічний. Дуби зростають із кожним роком і нагадують мешканцям Запоріжжя про горе війни і радості Перемоги. Вздовж Алеї Слави встановлені пілони з перерахуванням частин, які брали участь у визволенні міста Запоріжжя і яким присвоєно найменування «Запорізьких».
1973 року Алею Слави продовжили на протилежній стороні головної вулиці міста — Соборного проспекту, на якій висадили дубки Герої соціалістичної праці.
Щороку, починаючи з 2005 року, 8 травня (у Дні пам'яті та примирення), на Алеї Слави відбувається урочиста церемонія запалювання «Вогню пам'яті».
4 травня 2023 року на монументі «Комбат» замість дати радянського пропагандистського терміна «Велика Вітчизняна війна» (1941—1945) здійснена заміна на дату Другої світової війни (1939—1945) та оновлено на монументі  напис «Пам'яті захисників України». Місто позбавляється наративів, які були нав'язані за часів радянської окупації.

## Барельєф «Комбат»

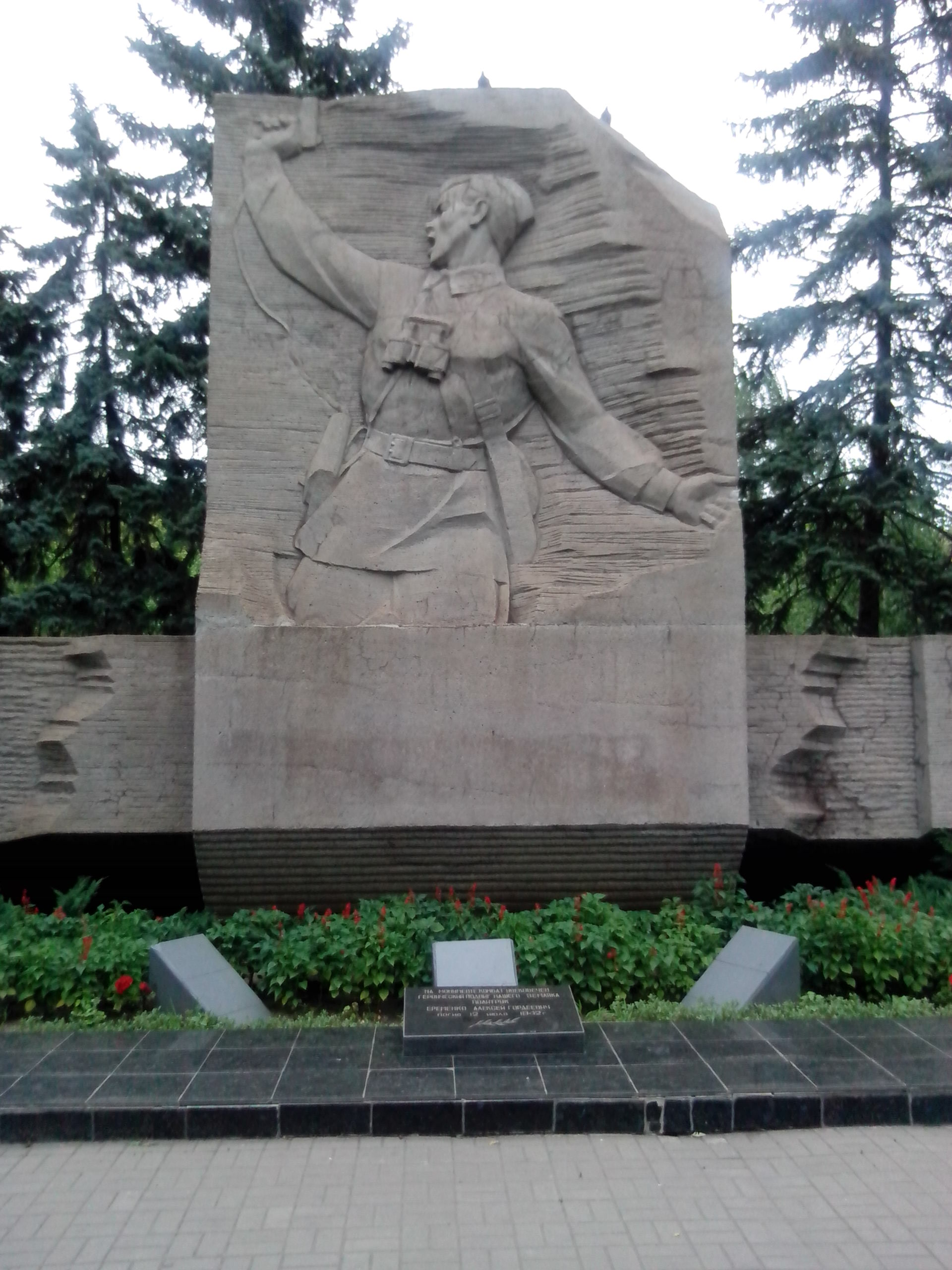
Барельєф «Комбат» на Алеї Слави

Наприкінці Алеї Слави встановлений барельєф «Комбат» (скульптор — І. Носенко, архітектори — С. Василевський, В. Федоренко).
Після Другої світової війни, коли знімок фронтового кореспондента Макса Альперта, на якому легендарний комбат закликає до бою, облетів весь світ, почалися пошуки прототипу героя світлини. Згідно з поширеною версією, на знімку — молодший політрук Єременко Олексій Гордійович, уродженець села Терсянка Запорізького району Запорізької області, який 12 липня 1942 року під селом Хороше Луганської області взяв на себе командування після загибелі командира роти, повів бійців у контратаку і героїчно загинув. Саме цей момент і зафіксував фронтовий кореспондент Макс Альперт. Проте занотувати ім'я командира кореспондент не зміг. За його версією, було не до цього: осколком пошкодило камеру і він був змушений зайнятися нею. Тільки він почув, що солдати передавали один одному: «Комбата вбили!», тому фотографія і була названа «Комбат».
Пошуковики з Вільнянська розшукали сина легендарного комбата — полковника Івана Єременко, який подарував музею при школі книгу і фільм про батька, а також знімки з домашнього архіву.
Проте багато дослідників критикують цю версію, вказуючи на розбіжність у свідченнях, зокрема самого фотографа, невідповідність дат та відсутність доказів того, що чоловік на світлині саме Олексій Єременко. Останнє також було підставою, з якої Івану Єременку та прихильникам версії про комбата неодноразово відмовляли у проханні надати Олексію Єременку посмертне звання спочатку Героя Радянського Союзу, потім Героя України. Зі свідчень журналіста М. Зубашенка, Іван Єременко писав листи з проханням надати батькові відзнаку й до тодішнього президента Росії Дмитра Мєдвєдєва, а після того, як в РФ цей пост зайняв В. Путін, планував звернутися і до нього.
Спростуванню міфу, утвореному навколо світлини «Комбат» та її героя, присвячена праця Федіра Турченка «Міф про «Комбата» очима історика». Історик дійшов висновку, що світлина була постановочною, а легенда, утворена навколо неї, мала ідеологічний пропагандистський характер. Сам же Олексій Єременко, ймовірно, був обраний як прототип комбата позаяк мав зразкову для радянської людини біографію — очолював комсомольську організацію, брав активну участь в колективізації, до війни працював головою колгоспу імені Красіна, після евакуації колгоспу пішов добровольцем на фронт. 
 Подальше використання образу комбата
- 7 травня 1980 року, біля автошляху Луганськ — Бахмут (так звана Бахмутська дорога) перед поворотом на Слов'яносербськ, встановлено пам'ятник комбату, хоча легендарний бій відбувався південніше — у низині коло села Хороше Алчевського району Луганської області. Автор — скульптор М. Чумак, архітектор І. Шеховцев, Т. Довженко та В. Тищенко.
- 1985 року, до 40-річчя Дня Перемоги зображення образу комбата використано на поштовій марці Республіки Конго.
- Журнал «WWII History», в одному з номерів за 2007 рік, розмістив світлини комбата на обкладинці.

## «Яєчна неділя»
13 квітня 2014 року відбулася кульмінація серії проросійських виступів у місті Запоріжжя. Мітинг антимайданівців на Алеї Слави переріс у сутичку з прихильниками Євромайдану — частину з прибічників антимайдану оточили, закидали яйцями, борошном та пакетами з молоком, а згодом доправили коридором ганьби до УБОЗу. Події отримали назву «Яєчна неділя».